# Prasinocyma perscripta
Prasinocyma perscripta là một loài bướm đêm trong họ Geometridae.